# Passô
Passô is een plaats (freguesia) in de Portugese gemeente Moimenta da Beira en telt 443 inwoners (2001).